# 蹲下的男孩
《蹲下的男孩》是意大利文艺复兴时期画家和雕塑家米开朗基罗的一尊大理石雕塑，高54 厘米，现藏于圣彼得堡的冬宫博物馆，是米开朗基罗在这里的唯一作品。最初是为佛罗伦萨美第奇家族的陵墓而准备。 
《蹲下的男孩》刻画了一个裸体男孩，蹲在地上，也许从脚上拔一根刺。雕像虽未完成，已可辨认出头发和体型。